# Estação Ferroviária de Torre Vã
A estação ferroviária de Torre Vã, mais recentemente identificada como Bifurcação de Torre Vã, é uma interface encerrada da Linha do Sul, que servia a herdade de Torre Vã, no concelho de Ourique, em Portugal.

## Descrição

### Localização e acessos
Esta interface situa-se em meio rural, a cerca de um quilómetro a nor-noroeste da exploração agrícola cujo nome tomou, na margem oposta do Rio Sado; o seu acesso à IC1/EN261-4 passa por aí, num percurso sinuoso de quatro quilómetros.

### Infraestrutura
Mesmo após o seu encerramento a serviços comerciais, tanto de passageiros como de mercadorias, esta interface mantém-se elencada na lista de interfaces da Linha do Sul (tendo o ponto quilométrico nominal sido alterado de PK 149+764[carece de fontes?] para PK 149+760) por aqui cambiar a tipologia da via de simples para dupla — daí a designação oficial como bifurcação, apesar de classificada como "ES" (Estação Satélite) e não como "B" (Bifurcação).
| característica | desc.        | desc.        | asc.      | asc.         |
| -------------- | ------------ | ------------ | --------- | ------------ |
| vias           | Ermidas-Sado | via dupla    | Funcheira | via única    |
| vel. máx.      | Ermidas-Sado | 160-220 km/h | Funcheira | 120-160 km/h |
| comunicações   | Ermidas-Sado | RCASA        | Funcheira | RCI          |

O edifício de passageiros, arruinado, situa-se do lado poente da via (lado direito do sentido ascendente, para Tunes).

## História
Esta interface faz parte do troço da Linha do Sul entre Garvão e Alvalade, que entrou ao serviço em 23 de Agosto de 1914.
Na década de 1980 esta interface era tipicamente servida por cinco circulações diárias — três ascendentes e duas descendentes. Já não consta da listagem de interfaces com serviços de passageiros em 2004, tendo sido encerrada entretanto.

Em numerosas discussões vindas a público desde os finais do séc.XX acerca de um atravessamento ferroviário da Serra Algarvia alternativo ao da Linha do Sul (via Sabóia-Santana-Messines), Torre Vã é habitualmente indicada como o ponto de entroncamento de putativa ferrovia, ligando a Loulé, para sudeste.[carece de fontes?]